# Said Husejinović
Said Husejinović (Zvornik, 13 maggio 1988) è un calciatore bosniaco, centrocampista o attaccante dello Sloboda Tuzla.

## Carriera

### Club
Husejinović è arrivato al Werder Brema dallo Sloboda Tuzla per 900000 €. Il 17 gennaio 2009 è passato in prestito al Kaiserslautern fino al termine della stagione.

### Nazionale
Said conta 3 presenze nella nazionale maggiore.

## Palmarès

### Club

#### Competizioni nazionali
- Campionato croato: 2

Dinamo Zagabria: 2013-2014, 2014-2015
- Coppa di Croazia: 1

Dinamo Zagabria: 2014-2015
- Supercoppa di Croazia: 1

Dinamo Zagabria: 2013